# Cacophrissus maculipennis
Cacophrissus maculipennis är en skalbaggsart som beskrevs av Chemsak och Linsley 1963. Cacophrissus maculipennis ingår i släktet Cacophrissus och familjen långhorningar. Inga underarter finns listade.